# Mount Taylor
Mount Taylor je rozlehlý vyhaslý vulkán na severovýchodě Cibola County, na západě Nového Mexika.
S nadmořskou výškou 3 445 metrů tvoří jednu z dominant západu a severozápadu Nového Mexika.
Hora leží 80 kilometrů západně od města Albuquerque, v řídce osídlené pouštní oblasti. Je součástí Koloradské plošiny.